# Giuseppe Paolucci
Giuseppe Paolucci O.F.M.Conv. (Siena, 25 maggio 1726 – 24 aprile 1776) è stato un francescano, teorico della musica e compositore italiano.

## Biografia
Padre Giuseppe Paolucci, ammesso nell'Ordine a San Francesco al Prato di Perugia completò gli studi teologici presso Santa Croce di Firenze. Nel 1750 si trasferisce a San Francesco di Bologna, dove diventa uno dei più stimati allievi del padre Giovanni Battista Martini con cui, in seguito, intrattenne una fitta corrispondenza epistolare. Fu Maestro di cappella ai Frari di Venezia (1756), a San Francesco di Perugia (1761) e quindi a San Martino dei Serviti di Senigallia. Gli fu quindi affidato il magistero della basilica di San Francesco in Assisi (1772), dove rimase fino alla morte.
Compositore fecondo, lascia più di duecento opere liturgiche, la maggior parte conservate presso il Museo della Musica di Bologna e la basilica di Assisi; “Preces o voces concinendae in Oratione Quadragita Horarum” è l’unica sua opera pubblicata in vita.